# Rephlex
Rephlex est un label britannique de musique électronique, cofondé en 1991 par Richard D. James et Grant Wilson-Claridge, basé à Londres.

## Historique
Grant Wilson-Claridge et Richard D. James se sont rencontrés dans un petit club, The Bowgie, dans le village de surfeurs de Crantock près de Newquay, où tous deux officiaient en tant que DJ depuis 1989, en alternance hebdomadaire. Intrigué et fasciné par la programmation de Richard D. James, Grant Wilson-Claridge constate que celui-ci joue en fait des morceaux qu'il a lui-même composés, et lui suggère alors de publier ses compositions. Avec l'aide d'un héritage familial reçu par Wilson-Claridge, ils décident dans un premier temps de monter le label Rephlex pour ne sortir que la musique de Richard.
Ce qui démarre comme un petit label indépendant de province est bientôt reconnu jusqu'à Londres, où des morceaux comme Analogue Bubblebath Didgeridoo sont diffusés sur Kiss FM. Le succès rencontré pousse le label à déménager ses locaux dans le nord de Londres en 1992, et la quantité de morceaux qu'ils reçoivent bientôt à ouvrir le catalogue du label à d'autres artistes (The Bug (en), DJ Scud, Cylob, DMX Krew, etc.).
En 1993, Rephlex publie un manifeste dans lequel il déclare vouloir promouvoir l'acid, « un genre de musique house très aimé et mal compris, oublié par certains et nouveau pour d'autres, notamment en Grande-Bretagne. Nous voulons alimenter cet aspect underground de la house, en fournissant une musique de qualité ». Ainsi, dans ses premières années, le label limite volontairement certains pressages ou les distribue sous forme de white labels, ce qui limite leur diffusion.
Entre 1997 et 1998, ont lieu les "RepHresh parties", des événements mensuels organisés au centre de Londres, dans un nightclub associé au Heaven (en), réunissant les artistes du label.
Rephlex ferme ses portes en 2014, à la suite de désaccords d'opinion et des problèmes financiers,.